# Fenny Bentley
Fenny Bentley är en civil parish i Storbritannien.  Den ligger i distriktet Derbyshire Dales i grevskapet Derbyshire i England, i den södra delen av landet. Antalet invånare är 305. Landskapet utgörs av jordbruksmark.